# Anthony Delaplace
Anthony Delaplace (Valognes, Baja Normandía, 11 de septiembre de 1989) es un ciclista profesional francés.
Es profesional desde 2010 cuando debutó con el equipo Saur-Sojasun. Desde 2014 corre para el equipo Arkéa-B&B Hotels.
En categorías inferiores llegó a convertirse en campeón de Francia. En el Tour de Francia 2011 fue el corredor más joven de todos los que formaron el pelotón de esa edición, siendo además parte de la escapada del día en la quinta etapa.

## Palmarés
2010
- 1 etapa del Tour del Porvenir

2011
- Polynormande

2017
- Tour de Normandía, más 1 etapa
- Dúo Normando (junto a Pierre-Luc Périchon)

2022
- París-Camembert

## Resultados en Grandes Vueltas
Durante su carrera deportiva ha conseguido los siguientes puestos en las Grandes Vueltas. 
| Carrera | Carrera         | 2010 | 2011  | 2012 | 2013 | 2014 | 2015 | 2016 | 2017 | 2018 | 2019 | 2020 | 2021  | 2022 | 2023 | 2024 |
| ------- | --------------- | ---- | ----- | ---- | ---- | ---- | ---- | ---- | ---- | ---- | ---- | ---- | ----- | ---- | ---- | ---- |
|         | Giro de Italia  | —    | —     | —    | —    | —    | —    | —    | —    | —    | —    | —    | —     | —    | —    | —    |
|         | Tour de Francia | —    | 135.º | Ab.  | 89.º | 78.º | 85.º | 90.º | —    | —    | 90.º | —    | F. c. | —    | 68.º | —    |
|         | Vuelta a España | —    | —     | —    | —    | —    | —    | —    | —    | —    | —    | —    | —     | Ab.  | —    | —    |

—: no participa

Ab.: abandono

F. c.: fuera de control

## Equipos
- Sojasun (2010-2013)
  - Saur-Sojasun (2010-2012)
  - Sojasun (2013)
- Bretagne/Fortuneo/Arkéa (2014-)
  - Bretagne-Séché Environnement (2014-2015)
  - Fortuneo-Vital Concept (2016-2017)
  - Fortuneo-Oscaro (2017)
  - Fortuneo-Samsic (2018)
  - Arkéa Samsic (2019-2023)
  - Arkéa-B&B Hotels (2024-)